# Arblade-le-Haut
Arblade-le-Haut är en kommun i departementet Gers i regionen Occitanien i sydvästra Frankrike. Kommunen ligger i kantonen Nogaro som tillhör arrondissementet Condom. År 2022 hade Arblade-le-Haut 319 invånare.

## Befolkningsutveckling
Antalet invånare i kommunen Arblade-le-Haut
Referens:INSEE